# Bijan Pakzad
Bijan Pakzad, közismertebb nevén egyszerűen Bijan (perzsául: بیژن پاکزاد; Teherán, Irán, 1940. április 4. – Beverly Hills, Kalifornia, 2011. április 16.) iráni származású, az Egyesült Államokban élő divattervező.

## Élete
Teheránban született 1940-ben (habár több helyen 1944-et tüntettek fel születési dátumaként). A "Pink Panther Boutique" üzlettel kezdődött pályafutása, ekkor még Iránban. Később Európában élt néhány évig. 1973-ban emigrált az Amerikai Egyesült Államokba, ahol Los Angelesben telepedett le, exkluzív butikja a Rodeo Drive-on 1976-ban nyitotta meg kapuit. Akkoriban ez számított a világ legdrágább üzletének.

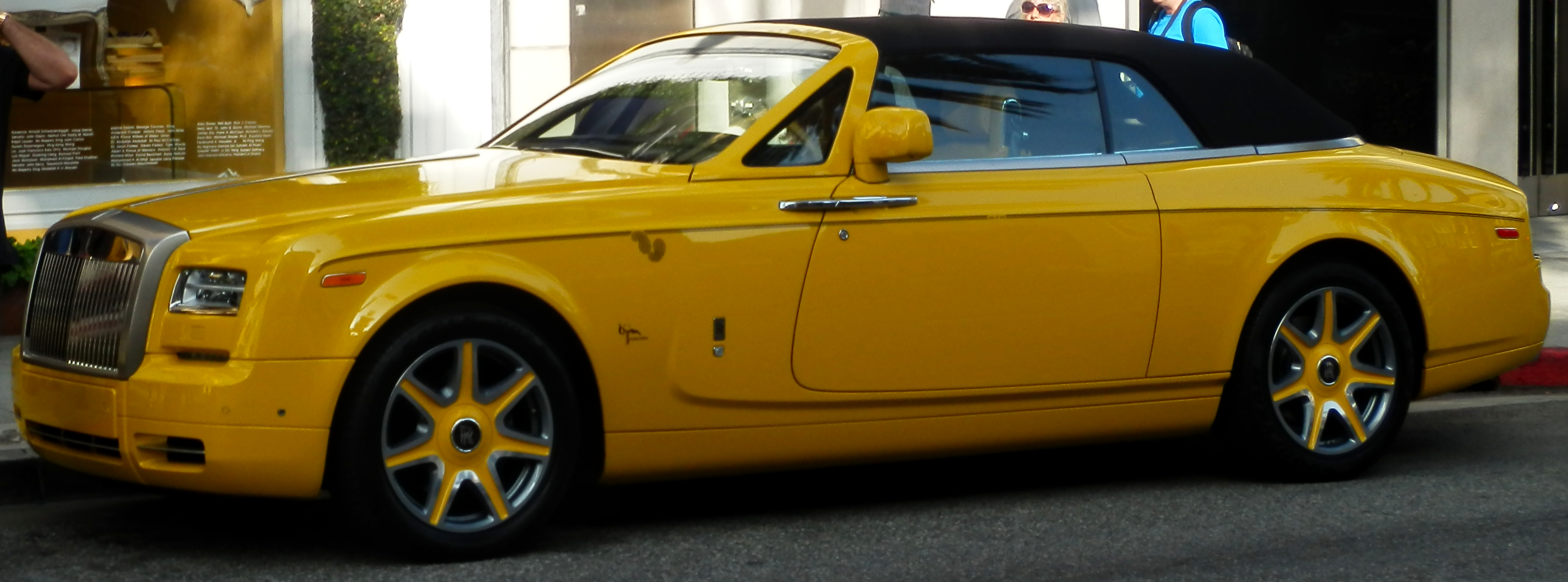
Bijan híres Rolls Royce Phantom-ja

Divattervezőként világhírnévre tett szert, többek között öt amerikai elnök (Ronald Reagan, George H. W. Bush, Bill Clinton, George W. Bush és Barack Obama) is viselt öltönyeiből, de más, nemzetközileg befolyásos politikusok is hordták ruháit, mint például Tony Blair, Vlagyimir Putyin vagy Najib Razak, akárcsak más világhírű divattervezők mint Oscar de la Renta, Tom Ford és Giorgio Armani, valamint színészek (Tom Cruise, Anthony Hopkins) és labdarúgók (Mick McCarthy és Liam Brady). Bijan női és férfi parfümjeiről is híres volt, amelyeket jellegzetes kerek fiolákban árult, ezek egyikét ki is állították a Smithsonian Intézetben. Emellett egyedi luxusautóiról is ismert volt, fekete-sárga festésű Bugatti Veyron és Rolls-Royce Phantom Drophead Coupe típusú luxusautói gyakran parkoltak Rodeo Drive-i üzlete előtt.
2000-ben kisebb botrányt keltett, amikor egy meztelen női modellt ábrázoló reklámokat tett közzé. Ezek közzétételét előbb több New York-i magazin is megtagadta, később azonban közreadták őket, elsőként a Talk magazinban. Elmondása szerint Peter Paul Rubens, Henri Matisse és Fernando Botero munkássága előtt tisztelgett a hirdetéssel, és kiemelte, hogy "tiszteli a női szépséget".
Egy 2001-es, a Los Angeles Times Calendar által végzett becslés szerint Bijan ruházati- és parfümüzletei világszerte 3,2 milliárd dollár bevételt generáltak.
2011. április 14-én Bijan stroke-ot kapott, és a Los Angeles-i Cedars-Sinai Medical Center kórházba szállították, ahol agyi műtétet hajtottak végre rajta, de már nem épült fel, és két nap múlva, április 16-án reggel 8:05-kor elhunyt. 71 éves volt.
Az LVMH 2016 augusztusában 122 millió amerikai dollárért vásárolta meg a Rodeo Driveon található üzletét.

## Magánélete
Bijan kétszer házasodott, első felesége a svájci-német származású Sigi Pakzad volt, akivel európai évei alatt ismerkedett meg az 1960-as években. Egy lányuk született, Daniela Pakzad, aki 17 éves volt mikor Bijan és felesége elváltak. Második felesége az ír-japán származású modell és belsőépítész Tracy Hayakawa, akivel 1986-ban házasodott össze és 1995-ben vált el tőle, két gyermekük született, Nicolas Bijan és Alexandra. Hayakawa később David H. Murdock üzletemberhez ment hozzá. Bijant mindhárom gyermeke túlélte.

## Fordítás
- Ez a szócikk részben vagy egészben  a   Bijan (designer) című angol Wikipédia-szócikk ezen változatának fordításán alapul.  Az eredeti cikk szerkesztőit annak laptörténete sorolja fel. Ez a jelzés csupán a megfogalmazás eredetét és a szerzői jogokat jelzi, nem szolgál a cikkben szereplő információk forrásmegjelöléseként.